# 幼儿学校

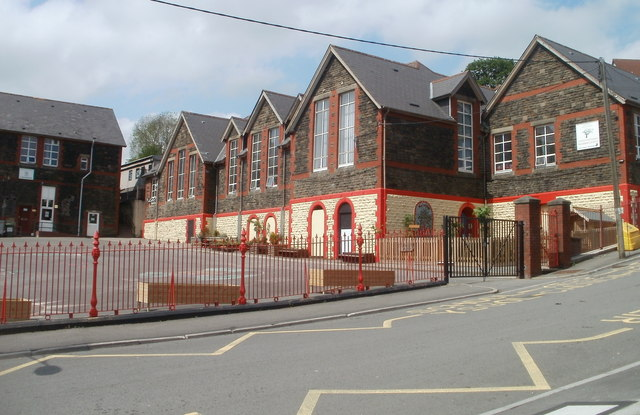
幼儿学校的图片

幼兒學校（Infant school）是適合年幼兒童的一種學校類型，通常教育對象是4到7歲兒童。在英国，幼兒學校通常規模不大，僅服務於當地。 
幼兒學校構成地方幼儿教育的一部分。英格蘭的幼兒學校招收4至5歲兒童進入小班（reception class，等於美國的幼兒園）。每年9月，年滿5周歲的學生進入1年级，次年9月升入2年级。這2年在英格蘭教育系统中構成關鍵階段1。這階段結束時，大部分學生將升入小學。 
1998年學校標準與框架法（School Standards and Framework Act 1998）實施後，在英格蘭和威爾士的幼兒學校，班级規模受到了限制，每1名教師不可超過30名學生。
在香港，幼兒園又稱幼稚園（Kindergarten），倘若兒童年滿3歲便入讀初班，總共修讀3年。這3年在香港教育系统中，構成幼兒教育。這階段結束時，大部分學生將升讀小學。